# Private Snuffy Smith
Pour plus de détails, voir Fiche technique et Distribution.
Private Snuffy Smith est un film américain réalisé par Edward F. Cline, sorti en 1942.

## Fiche technique
- Titre : Private Snuffy Smith
- Réalisation : Edward F. Cline
- Scénario : John Grey, Jack Henley, Lloyd French et Doncho Hall d'après la bande dessinée Barney Google and Snuffy Smith de Billy DeBeck
- Photographie : Marcel Le Picard
- Montage : Robert O. Crandall
- Pays d'origine : États-Unis
- Format : Noir et blanc - 1,37:1
- Genre : comédie romantique
- Date de sortie : 1942

## Distribution
- Bud Duncan : Snuffy Smith
- Edgar Kennedy : Sergent Ed Cooper
- Sarah Padden : Lowizie Smith
- J. Farrell MacDonald : Rosewater
- Doris Linden : Cindy
- Jimmie Dodd (en) : Don Elbie